# Phare des Héaux de Bréhat

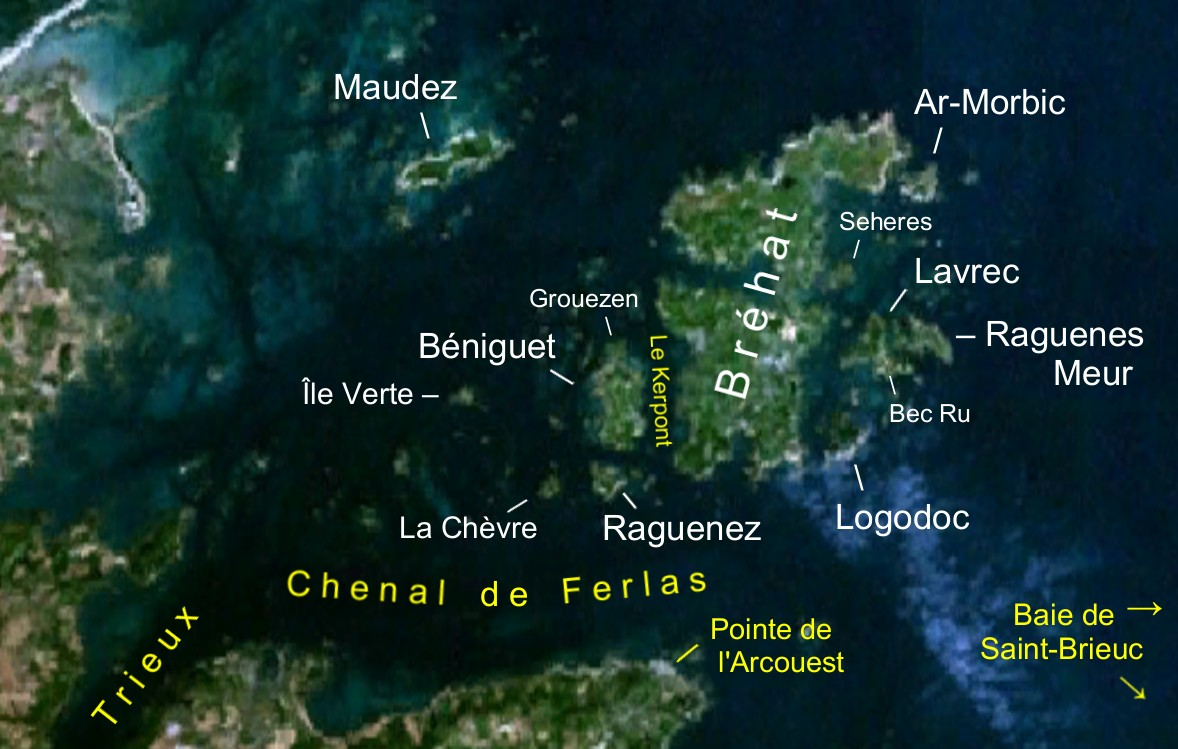
Bréhat-Archipel mit Trieux-Mündung

Phare des Héaux de Bréhat ist der Name eines Leuchtturms der Gemeinde Tréguier im Département Côtes-d’Armor in der Bretagne. Er besitzt eine Tragweite von 15 Seemeilen (weiß) und 11 Seemeilen (rot und grün) und wurde von Léonce Reynaud 1840 erbaut. Héaux de Bréhat markiert den westlichsten Punkt der Bucht von Saint-Brieuc, die Umfahrung der Landzunge Talbert zur Einfahrt in die Trieux-Mündung und die Insel Bréhat.
Der Leuchtturm wird seit dem 23. Mai 2011 als historisches Monument Frankreichs geführt.

## Geschichte
1831 beschloss die Kommission für Leuchttürme auf dem Riff vor der Gemeinde Tréguier einen Leuchtturm zu errichten. Aufgrund der starken Brandung und extremen Strömungen war es schwierig, auf einem Felsen, der zu Flutzeiten unter Wasser lag, einen Turm zu errichten. Im April 1834 beauftragte Augustin Jean Fresnel den 32 Jahre alten Ingenieur Léonce Reynaud, das Projekt umzusetzen. Aufgrund der großen Erfahrung der Engländer und Schotten im Bereich des Leuchtturmbaus, orientierte sich Reynauf an den beiden Türmen Eddystone und Bell Rock.
Zahlreiche Schwierigkeiten (z. B. kündigten verschiedene Unternehmen die abgeschlossenen Verträge aufgrund der großen Gefahren auf dem Riff) verzögerten die Fertigstellung und ließen die Kosten weit über das Kalkulierte ansteigen. So kostete allein der Turm, ohne Optik und Laterne 531.679,28 Francs. Das Feuer leuchtete am 1. Februar 1840 zum ersten Mal. Am 18. Juni 1903 wurde ein weißes Blinklicht, das in Abständen von vier Sekunden aufleuchtete, installiert. Im August 1944 sprengte die Wehrmacht die oberen 15 Meter des Turms. Der Schaden wurde jedoch schnell behoben und der Turm – mit einem zusätzlichen Stockwerk und jetzt 57 Metern Höhe – wieder aufgebaut. Der Leuchtintervall wurde auf fünf Sekunden erhöht. 1982 erfolgte die Automatisierung der Anlage.
Nach dem Phare du Four du Croisic (1822) ist der Leuchtturm Héaux de Bréhat der zweitälteste maritime Leuchtturm Frankreichs.
Der Leuchtturm spielt eine wichtige Rolle im französischen Film Mathilde – Eine große Liebe (2004) von Jean-Pierre Jeunet.